# Calimete
Calimete là một đô thị ở tỉnh Matanzas của Cuba.
Thành phố này được José Antonio Castañeda thành lập năm 1867.

## Dân số
Năm 2004, đô thị Calimete có dân số 29.736 người. với diện tích 958 km² (369,9 mi²), và mật độ dân số là 31,0người/km² (80,3người/sq mi).